# Hippocampus coronatus
O cavalo-marinho-coroado (Hippocampus coronatus) é uma espécie de peixe da família Syngnathidae.
É endémica do Japão.
Os seus habitats naturais são: pradarias aquáticas subtidais.